# Platygaster tuberosula
Platygaster tuberosula är en stekelart som beskrevs av Jean-Jacques Kieffer 1926. Platygaster tuberosula ingår i släktet Platygaster och familjen gallmyggesteklar. Arten är reproducerande i Sverige. Inga underarter finns listade i Catalogue of Life.